# フリードリヒ・カール・ギンツェル
フリードリヒ・カール・ギンツェル（Friedrich Karl Ginzel、1850年2月26日 - 1926年6月29日）は、オーストリアの天文学者。
ボヘミア地方のリベレツに生まれた。1877年からウィーン天文台で働いた。1886年からベルリンの王立天文計算所（Königlichen Astronomischen Recheninstituts）で働き、1899年に教授となった。日食、月食の計算を行い、1899年に著書Spezieller Kanon der Finsternisse（ヨーロッパを対象とした食宝典）を著した。その後古代の日月食を研究し、天文現象から歴史の年代を研究する天文年代学（chronology）の分野の権威となった。著書 Handbuch der mathematischen und technischen Chronologie (1906-14) はこの分野の  標準的なテキストである。ベルリンで没した。月のクレーターに命名されている。